# Malien Première Division

Malinese vlag

Malien Première Division is de nationale voetbalcompetitie van Mali. De competitie werd opgericht in 1966, maar pas sinds 2004 is de hoogste divisie van het land professioneel. 
De competitie loopt meestal van december tot eind augustus. De winnaar plaatst zich voor de CAF Champions League. De 46 vergeven titels (tot en met 2013) werden door drie clubs gewonnen; Djoliba AC (22x) Stade Malien (18x) en AS Real Bamako (6x).